# Antoine Tassy
Antoine Tassy (Port-au-Prince, 26 marzo 1924 – Port-au-Prince, 3 marzo 1991) è stato un allenatore di calcio e calciatore haitiano, di ruolo difensore.

## Carriera

### Giocatore
Ha militato nel Victory e nella nazionale haitiana, disputando due gare nelle qualificazioni ai Mondiali del 1954 e segnando tre reti nel Campionato CONCACAF 1957.

### Allenatore
Fra il 1959 e il 1981 ha allenato in diversi periodi la nazionale del suo Paese, partecipando ai Mondiali tedeschi del 1974 in cui perse tutti i tre incontri. Ha anche guidato la nazionale giamaicana durante il Campionato CONCACAF 1963. Sempre nel 1963, ha ottenuto con il RC Haïtien il titolo di campione continentale per club vincendo guidando la squadra verso la vittoria a tavolino della CONCACAF Champions' Cup.

## Statistiche

### Cronologia presenze e reti in Nazionale
| Cronologia completa delle presenze e delle reti in nazionale ― Haiti | Cronologia completa delle presenze e delle reti in nazionale ― Haiti | Cronologia completa delle presenze e delle reti in nazionale ― Haiti | Cronologia completa delle presenze e delle reti in nazionale ― Haiti | Cronologia completa delle presenze e delle reti in nazionale ― Haiti | Cronologia completa delle presenze e delle reti in nazionale ― Haiti | Cronologia completa delle presenze e delle reti in nazionale ― Haiti | Cronologia completa delle presenze e delle reti in nazionale ― Haiti |
| Data                                                                 | Città                                                                | In casa                                                              | Risultato                                                            | Ospiti                                                               | Competizione                                                         | Reti                                                                 | Note                                                                 |
| -------------------------------------------------------------------- | -------------------------------------------------------------------- | -------------------------------------------------------------------- | -------------------------------------------------------------------- | -------------------------------------------------------------------- | -------------------------------------------------------------------- | -------------------------------------------------------------------- | -------------------------------------------------------------------- |
| 19-7-1953                                                            | Città del Messico                                                    | Messico                                                              | 8 – 0                                                                | Haiti                                                                | Qual. Mondiali 1954                                                  | -                                                                    |                                                                      |
| 27-12-1953                                                           | Port-au-Prince                                                       | Haiti                                                                | 0 – 6                                                                | Messico                                                              | Qual. Mondiali 1954                                                  | -                                                                    |                                                                      |
| 13-8-1957                                                            | Willemstad                                                           | Curaçao                                                              | 1 – 3                                                                | Haiti                                                                | Campionato CONCACAF 1957                                             | 1                                                                    |                                                                      |
| 19-8-1957                                                            | Willemstad                                                           | Panama                                                               | 1 – 3                                                                | Haiti                                                                | Campionato CONCACAF 1957                                             | 1                                                                    |                                                                      |
| 23-8-1957                                                            | Willemstad                                                           | Cuba                                                                 | 1 – 6                                                                | Haiti                                                                | Campionato CONCACAF 1957                                             | 1                                                                    |                                                                      |
| Totale                                                               |                                                                      | Presenze                                                             | 5                                                                    |                                                                      | Reti                                                                 | 3                                                                    |                                                                      |

## Palmarès

### Trofei internazionali
- CONCACAF Champions' Cup: 1

RC Haïtien: 1963